# Deadland (2023)
Deadland ist ein Thriller von Lance Larson, der im März 2023 beim South by Southwest Film Festivals seine Premiere feierte und Anfang November 2023 in den USA als Video-on-Demand veröffentlicht wurde.

## Handlung
Der U.S. Border Patrol Agent Angel Waters und seine Frau Hannah erwarten ihr erstes Kind. Er wünscht sich ein ruhiges Leben und nimmt daher eine Arbeit als Grenzschutzbeamter an einem selten befahrenen Abschnitt der US-mexikanischen Grenze in Nowheresville in Texas an. Dort trennt der Rio Grande auf 1.200 Meilen die Wüste. Seine Kollegen sind Salomé Veracruz und Ray Hitchcock.
Bei einer Patrouille muss er einen sterbenden, illegalen Immigranten aus dem Fluss ziehen, der mit letzter Kraft „El Paso, por favor“ ruft. Nachdem er diesen zu ihrer Station gebracht hat, erschießt ihn dort einer seiner Kollegen versehentlich. Sie vergraben seine Leiche im Schutz der Dunkelheit inmitten der Wüste und schwören, niemandem von dem Vorfall zu erzählen.
Als Angel ein paar Tage später wieder zum Fluss gerufen wird und den gleichen Mann am Ufer findet, der weiterhin „El Paso, por favor“ fleht, glaubt er zu halluzinieren.

## Produktion

### Filmstab und Idee
Regie führte Lance Larson, der gemeinsam mit Jas Shelton auch das Drehbuch schrieb. Es handelt sich bei Deadland um Larsons Debütlangfilm. Er hat einen Abschluss in Radio, Fernsehen und Film von der University of Texas in Austin. Die Idee für diese Geschichte hatte er ursprünglich, nachdem er einen Artikel über einen hispanischen US-Grenzagenten der ersten Generation gelesen hatte. Er sei überwältigt von der Dualität gewesen, die dieser Mann in seine Arbeit einbrachte, da dessen Eltern selbst Immigranten ohne Papiere waren. Der Regisseur zitiert den Mann aus dem Artikel: „In der einen Hand trage ich mein Abzeichen und in der anderen mein Herz“. Der Grenzschutzbeamte sei für ihn eine Figur gewesen, über die es sich zu schreiben lohnte. Gemeinsam mit seinem Koautoren Jas Shelton entwickelte er die Figur des US-Grenzagenten Angel Waters und auch die Figur von dessen Vater Ignacio Coronado, der sich ohne Papiere im Land befindet. Zudem brachten sie Angels schwangere Frau Hannah in die Geschichte ein, die unbedingt möchte, dass sich ihr Mann mit seinem Vater versöhnt, bevor ihr erstes Kind zur Welt kommt.

### Besetzung und Dreharbeiten

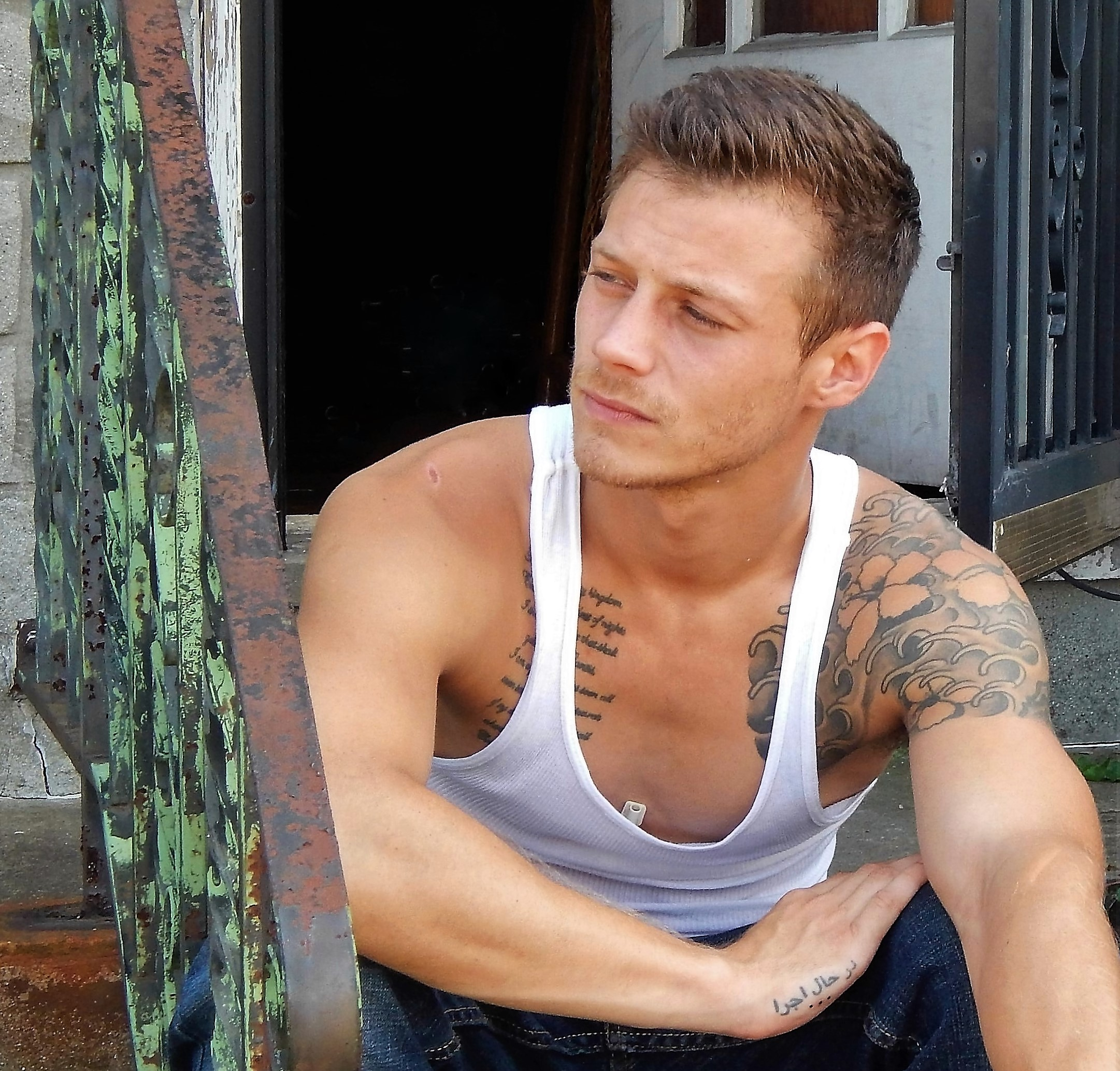
McCaul Lombardi spielt Ray Hitchcock

Roberto Urbina spielt in der Hauptrolle den U.S. Border Patrol Agent Angel Waters. McCaul Lombardi und Julieth Restrepo spielen seine Kollegen Ray Hitchcock und Salomé Veracruz und Chris Mulkey und Julio Cesar Cedillo seine weiteren Kollegen Charlie Hobbs und Felix Navarro. Luis Chávez ist in der Rolle des Fremden zu sehen, den Angel am Fluss findet. Manuel Uriza spielt den alten Mann, der behauptet, er sei Angels vermisster Vater Ignacio Coronado. Kendal Rae ist in der Rolle von Angels schwangerer Frau Hannah zu sehen.
Gedreht wurde unter anderem in Oklahoma, so um Frederick. Koautor Shelton fungierte auch als Kameramann.

### Veröffentlichung
Der Film feierte am 13. März 2023 beim South by Southwest Film Festivals seine Premiere. Am 3. November 2023 wurde der Film in den USA als Video-on-Demand veröffentlicht und kam am gleichen Tag in ausgewählte US-Kinos.

## Auszeichnungen
São Paulo International Film Festival 2023
- Nominierung im New Directors Competition (Lance Larson)[12]